# Médicos
Médicos, línea de vida – meksykańska telenowela medyczna emitowana od 2019 roku. Wyprodukowana przez José Alberto Castro dla Televisy i emitowana na kanale Las Estrellas.
W lutym 2020 roku producent serialu ogłosił produkcję drugiego sezonu.

## Fabuła
Telenowela opowiada historię lekarzy z renomowanego szpitala w Meksyku.

## Obsada[2]
- Livia Brito
- Daniel Arenas
- José Elías Moreno
- Carlos de la Mota
- Isabel Burr
- Marisol del Olmo
- Erika de la Rosa
- Grettell Valdéz
- Scarlet Gruber